# Popular Electronics
Popular Electronics è stata una rivista statunitense pubblicata da John August Media, LLC, e ospitata su TechnicaCuriosa.com. La rivista fu avviata dalla Ziff-Davis Publishing Company nell'ottobre 1954 per hobbisti e sperimentatori di elettronica. Ben presto divenne la "Rivista di elettronica più venduta al mondo". Nell'aprile 1957, Ziff-Davis riportò una tiratura media netta pagata di 240.151 copie. Popular Electronics fu pubblicata fino all'ottobre 1982 quando, nel novembre 1982, Ziff-Davis lanciò una rivista successiva, Computers & Electronics. Durante il suo ultimo anno di pubblicazione da parte di Ziff-Davis, Popular Electronics riportò una tiratura media mensile di 409.344 copie. Il titolo fu venduto a Gernsback Publications, e la loro rivista Hands-On Electronics fu rinominata in Popular Electronics nel febbraio 1989, e pubblicata fino al dicembre 1999. Il marchio Popular Electronics fu poi acquisito da John August Media, che rilanciò la rivista, la cui edizione digitale è ospitata su TechnicaCuriosa.com, insieme a titoli affiliati, Mechanix Illustrated e Popular Astronomy.
Una storia di copertina su Popular Electronics poteva lanciare un nuovo prodotto o azienda. Il numero più famoso, gennaio 1975, presentava in copertina l'Altair 8800, accendendo la rivoluzione dei computer domestici. Paul Allen mostrò quel numero a Bill Gates. Scrissero un interprete BASIC per l'Altair e fondarono Microsoft.

## Storia

### Gli inizi
Popular Electronics fu creata per un pubblico di hobbisti ed esperimentatori di elettronica. Precedentemente, la Ziff-Davis aveva lanciato Popular Aviation nel 1927 e Popular Photography nel 1934, ma scoprì che la Gernsback Publications deteneva il marchio Popular Electronics, utilizzato in Radio-Craft dal 1943 al 1948. Ziff-Davis acquistò il marchio e avviò Popular Electronics con il numero di ottobre 1954.
Molti degli editori e autori lavoravano per entrambe le riviste di Ziff-Davis. Inizialmente, Oliver Read era l'editore sia di Radio & Television News che di Popular Electronics. Read fu promosso a editore nel giugno 1956. Oliver Perry Ferrell divenne editore di Popular Electronics e William A. Stocklin divenne editore di Radio & Television News. In Radio & TV News, John T. Frye scriveva una rubrica su un fittizio tecnico riparatore di radio e TV chiamato Mac's Service Shop. Frye scrisse una rubrica simile per Popular Electronics chiamata "Carl & Jerry", che seguiva le avventure di due ragazzi interessati all'elettronica.

### Fusione conElectronics World
Nel gennaio 1972, la rivista Electronics World fu fusa con Popular Electronics. Questa fusione portò a un ampliamento dei contenuti, includendo articoli più avanzati e progetti per hobbisti.

### L'era deipersonal computer
Nel gennaio 1975, Popular Electronics presentò in copertina l'Altair 8800, considerato il primo personal computer disponibile in kit. Questo evento è spesso citato come l'inizio della rivoluzione dei personal computer. La copertura dell'Altair 8800 attirò l'attenzione di Paul Allen e Bill Gates, che svilupparono una versione del linguaggio BASIC per l'Altair, portando alla fondazione di Microsoft.

### Computers & Electronics
Nel novembre 1982, Popular Electronics cambiò nome in Computers & Electronics, riflettendo il crescente interesse per i computer personali